# ژان دورمسون
ژان دُورمِسون (فرانسوی: Jean d'Ormesson‎، زاده ۱۶ ژوئن ۱۹۲۵ در پاریس و درگذشته ۵ دسامبر ۲۰۱۷ در نویی-سور-سن واقع در حومه غربی پاریس)، رمان‌نویس، فیلسوف و روزنامه‌نگار قرن بیستم میلادی اهل فرانسه بود.
دورمسون، در سال ۱۹۷۳ میلادی به عنوان جوان‌ترین عضو آکادمی فرانسه که متشکل از نخبگان ادبی این کشور است، انتخاب شد. وی یکی از این نویسندگان محبوب فرانسه بود و از امانوئل ماکرون، رئیس‌جمهور فعلی فرانسه عنوان «روشنفکری» را دریافت کرده بود.

## پیشینه
ژان دورمسون رابطه نزدیکی با فرانسوا میتران رئیس‌جمهور سابق سوسیالیست فرانسه داشت. او در ۸۷ سالگی برای نخستین بار بر پرده سینما ظاهر شد و نقش فرانسوا میتران، رئیس‌جمهور سوسیالیست سابق و دوستش را در فیلمی کمدی بازی کرد. دورمسون یکی از چهره‌های محبوب تلویزیونی و اغلب مهمان برنامه‌های مختلف بود.

## زندگی‌نامه
ژان دورمسون در شانزدهم ژوئن ۱۹۲۵ میلادی در پاریس به دنیا آمد. پدر او مارکویییس دُورمِسون بود که بعنوان سفیر فرانسه در برزیل کار کرد. ژان کودکی‌اش را به همراه پدر دیپلماتش در کشورهای آلمان، رومانی و برزیل سپری کرد. او مدرک کارشناسی خود را در رشته ادبیات و تاریخ از دانشگاه معتبر «اکول نرمال سوپریور» گرفت. وی تعدادی پست‌های سیاسی نیز بدست آورد و یکی از روزنامه نگاران ارشد فرانسه بود. او از سال ۱۹۷۴ تا ۱۹۷۷ مدیر روزنامه «فیگارو» بود و طی ۴دهه بعدی بعنوان مفسر سیاسی خدمت کرد.

## کارنامه ادبی
او اولین کتابش را در ۱۹۵۶ تحریر کرد و کارنامه ادبی دورمسون با انتشار چهارمین کتاب وی به نام «شکوه امپراتوری» در سال ۱۹۷۱ میلادی پربارتر شد. کتابی که در همان سال برنده گراند پریکس از آکادمی فرانسه شد.
وی در سال ۲۰۱۳ کتابی تحت عنوان «شبیه آواز امید» را نوشت و مردم دنیا را به تأمل دربارهٔ دنیا و تغییر سرنوشت انسان فراخواند.
رمان‌های او سال‌ها در خارج از فرانسه ترجمه نشد، به همین نیز دلیل دورمسون برای خوانندگان کشورهای مختلف نویسنده نام آشنایی نیست اما در سال ۲۰۱۵ همه آثار او توسط خانه انتشاراتی شناخته‌شده «پلاید» ترجمه شد. ظاهراً هنوز هیچ‌کدام از آثار دورمسون تاکنون به زبان فارسی ترجمه نشده‌است.

## درگذشت
دورمسون سرانجام و پس از جدال طولانی با سرطان مثانه بر اثر حمله قلبی درگذشت.
دورمسون از مرگ نمی‌هراسید و یکبار نوشت: «هیچ چیز مهم نیست همه کسانی که ما دوست داریم می‌میرند و من هم خواهم مرد. زندگی زیباست.»

## دربارهٔ او
- امانوئل ماکرون رئیس‌جمهور فرانسه طی توییتی گفت: «دُرمِسون بهترین روح فرانسه بود و مخلوطی از هوشمندی و ظرافت و شوروشرارت بی نظیر بود.» وی گفت: «ما پیشاپیش چشم و لبخند و کلمات ژان دُرمِسون را از دست داده‌ایم.»[۱]